# Reza Naderian
Reza Naderian (* 29. Januar 1989) ist ein iranischer Taekwondoin.
Reza Naderian gewann 2006  bei den Weltmeisterschaften der Junioren in Vietnam die Goldmedaille. Zwei Jahre später landete er als 19-Jähriger bei den 18. Asienmeisterschaften in Luoyang auf dem zweiten Platz und feierte damit seinen ersten internationalen Erfolg außerhalb einer Jugendveranstaltung. Im gleichen Jahr war er Teilnehmer an den Olympischen Sommerspielen 2008 in Peking. Der Iran wurde neben ihm im Taekwondo noch von Hadi Saei und Sara Khoshjamal Fekri vertreten. Naderian qualifizierte sich für die Endrunde der besten 16 in der Klasse bis 58 kg, verlor aber seinen ersten Kampf und wurde auf Platz 11 gewertet. 
Bei den Taekwondo-Weltmeisterschaften 2009 in Kopenhagen konnte er erneut Silber gewinnen.

## Spielerprofil
- Größe: 178 cm
- Gewicht: 62 kg